# Muscoda
Die Town of Muscoda ist eine von 33 Towns im Grant County im US-amerikanischen Bundesstaat Wisconsin. Im Jahr 2010 hatte die Town of Muscoda 769 Einwohner.
Town hat in Wisconsin eine grundlegend andere Bedeutung, als im übrigen englischsprachigen Bereich. Vielmehr entspricht sie den in den anderen US-Bundesstaaten üblichen Townships, die nach dem County die nächstkleinere Verwaltungseinheit bilden.

## Geografie
Die Town of Muscoda liegt im Südwesten Wisconsins, am Südufer des Wisconsin River, einem linken Nebenfluss des die Grenze zu Iowa bildenden Mississippi. Im Nordosten liegt die fast vollständig von der Town of Muscoda umschlossene Ort Muscoda, ohne dass dieser der Town angehört. Die Grenze zu Illinois befindet sich rund 90 km südlich.
Die geografischen Koordinaten des Zentrums der Town of Muscoda sind 43°09′52″ nördlicher Breite und 90°29′17″ westlicher Länge. Sie erstreckt sich über eine Fläche von 89,6 km², die sich auf 86,7 km² Land- und 2,9 km² Wasserfläche verteilen.
Die Town of Muscoda liegt im äußersten Nordosten des Grant County und grenzt an folgende Nachbartowns:
| Town of Richwood (Richland County) | Town of Eagle (Richland County)             | Town of Orion (Richland County) |
| Town of Watterstown                | Kompassrose, die auf Nachbargemeinden zeigt | Town of Pulaski (Iowa County)   |
| Town of Hickory Grove              | Town of Castle Rock                         | Town of Highland (Iowa County)  |

## Verkehr
Der Wisconsin State Highway 133 sowie die County Highways G und Q verlaufen durch die Town of Muscoda. Alle weiteren Straßen sind untergeordnete Landstraßen, teils unbefestigte Fahrwege sowie innerörtliche Verbindungsstraßen.
Entlang des Wisconsin River verläuft für den Frachtverkehr eine Eisenbahnlinie der Wisconsin and Southern Railroad, die vom Mississippi nach Madison und von dort weiter nach Milwaukee führt.
Der nächste größere Flughafen ist der Dane County Regional Airport in Wisconsins Hauptstadt Madison (100 km östlich).

## Bevölkerung
Nach der Volkszählung im Jahr 2010 lebten in der Town of Muscoda 769 Menschen in 297 Haushalten. Die Bevölkerungsdichte betrug 8,9 Einwohner pro Quadratkilometer. In den 297 Haushalten lebten statistisch je 2,59 Personen.
Ethnisch betrachtet setzte sich die Bevölkerung zusammen aus 98,4 Prozent Weißen, 0,3 Prozent Afroamerikanern sowie 0,1 Prozent amerikanischen Ureinwohnern; 1,2 Prozent stammten von zwei oder mehr Ethnien ab. Unabhängig von der ethnischen Zugehörigkeit waren 0,5 Prozent der Bevölkerung spanischer oder lateinamerikanischer Abstammung.
25,5 Prozent der Bevölkerung waren unter 18 Jahre alt, 62,5 Prozent waren zwischen 18 und 64 und 12,0 Prozent waren 65 Jahre oder älter. 50,8 Prozent der Bevölkerung war weiblich.
Das mittlere jährliche Einkommen eines Haushalts lag bei 40.865 USD. Das Pro-Kopf-Einkommen betrug 20.978 USD. 9,9 Prozent der Einwohner lebten unterhalb der Armutsgrenze.

## Ortschaften in der Town of Muscoda
Auf dem Gebiet der Town of Muscoda befinden sich neben Streubesiedlung keine weiteren Siedlungen.